# Anokopsis avitoides
Anokopsis avitoides is een spinnensoort uit de familie van de springspinnen (Salticidae).
De wetenschappelijke naam van de soort werd in 1980 gepubliceerd door Maria José Bauab Vianna & Benedicto Abílio Monteiro Soares.